# Zaczarowane koło (opera)
Zaczarowane koło – opera („baśń muzyczna”) Jerzego Gablenza, w czterech aktach, do której libretto napisał kompozytor według dramatu Lucjana Rydla. Jej prapremiera miała miejsce w Bytomiu 2 kwietnia 1955 roku.
Akcja rozgrywa się na ziemiach polskich w baśniowym średniowieczu.

## Osoby
- wojewoda – bas
- Basia, wojewodzianka – sopran
- Admetos, król Fer – tenor
- miecznik Marcin Brzechwa – bas
- młynarka – mezzosopran
- Jasiek – tenor
- głupi Maciuś – sopran
- drwal – bas
- Leśny Dziadek – baryton
- Boruta – bas
- Kusy – tenor
- topielcy i topielice, szlachta, dworzanie, hajducy, wieśniacy[1].